# Инфрачервена термография
Инфрачервената термография, също термовизия е метод за визуализация на даден обект чрез инфрачервените лъчи, които той излъчва, посредством специализирани прибори. Както следва от закона на Планк за абсолютно черно тяло, инфрачервената термография позволява виждането на предмети в условията на пълна липса на видима светлина. Термографските прибори засичат инфрачервеното лъчение от електромагнитния спектър (с приблизителна дължина на вълната между 0,9 и 14 µm). Колкото по-висока е температурата на обекта, толкова по-голямо е излъчването от него. Инфрачервената термография намира широко приложение във военното дело и областта на сигурността. Други области, в които тя се прилага, са медицината, огнеборството и биологията.
Сензорите от типове CCD и CMOS, които се използват във фотоапаратите за видима светлина са чувствителни само към не-топлинната част на инфрачервения спектър, наричана близка инфрачервена област, но не и към средно- и дълго-вълнова инфрачервена области, използвани за инфрачервена термография. Повечето камери за инфрачервена термография използват специализирани матрици (FPA, focal-plane array) от чувствителни към инфрачервеното (топлинно) лъчение елементи, разположени във фокалната равнина на обектива, които са способни да регистрират по-големи дължини на вълните (3 – 5 и 8 – 14 микрометра). Най-разпространените матрици са изработени на базата на полупроводници като InSb, InGaAs, HgCdTe. Най-новите технологии използват евтини и неохлаждани микроболометрични сензори. Техният растер е значително по-малък от този на съответните фотоапарати за видима светлина, най-често от 160x120 до 640x512 пиксела. Термографските апарати са много по-скъпи от съответната фотографска апаратура. По-старите камери с болометри или по-чувствителните, като тази с InSb сензор, изискват криогенно охлаждане, напр. с миниатюрен охладител с цикъл на Стърлинг или с течен азот.

## Употреба

### Диагностика
Метод за регистрация и визуализиране на инфрачервено излъчване на тъканите на хората и животните с помощта на електронно-оптични преобразуватели.
Излъчваемостта на кожата, зависи от нейната температура и тази на разположените под нея тъкани и органи. Температурната разлика по кожата се нарича терморелеф. Този терморелеф дава диагностична информация за тези тъкани и органи.
Термографията е най-информативна при диагностиката на чифтни органи, като щитовидна жлеза, млечна жлеза и други.
Това е напълно безвреден, икономичен, бърз и безболезнен метод, при който се използва естественото топлинно излъчване на тялото, без въздействието на външен физичен фактор.
Недостатък е, че термографията съдържа информация за температурата на всички тъкани в дълбочина, а не само на изследвания орган. Затова методът има приложение само за изследване на органи, които са разположени на малка дълбочина, като щитовидната жлеза и периферни кръвоносни съдове.
Термографията може да помогне при диагностицирането на ранни стадии на артрит, както и да различи неговия вид – остеоартрит и дори ревматоиден артрит.

### При сгради
Термографията се използва за откриване на местоположението на различни видове теч и влага, както в жилищни сгради, така и в офис и промишлени помещения. Необходимост от такава диагностика има например при закупуването на жилище или офис, но преди да бъдат извършени ремонтни дейности. Термографията е полезна предимно за стари сгради, тъй като там най-често се наблюдават проблеми, но е приложима и при по нови такива, където често нещата не са изградени нацяло.
Термографията може да се използва с няколко различни цели:
- Една от най-разпространените цели, за които се употребява това обследване, е откриване на течове. Прекомерната влага и мухъл в банята са най-често причинени от теч, който може да остане скрит, като това е проблем, с който доста домакинства могат да се сблъскат. Термографията в подобни случаи е полезна. Чрез нея се локализират всякакви течове от спукани или корозирали водопроводни и канализационни тръби, без да се налага допълнителни ремонтни дейности. След термографията става лесно отстраняването на повредата, като това свежда опасността от щети по банята до минимум.
- Друго предназначение на термографията е обследване за течове по покриви. Тук термографската диагностика също би била от полза. Диагностиката се извършва с термокамера и открива конкретния източник на теч по покрива, което прави поправянето на теча по-бързо и ефективно.